# Morebilus fumosus
Morebilus fumosus is een spinnensoort uit de familie Trochanteriidae. De soort komt voor in Queensland.